# Bilel Ben Messaoud
Bilel Ben Messaoud (arabe : بلال بن مسعود), né le 8 août 1989 à La Marsa, est un footballeur tunisien évoluant au poste de milieu défensif.

## Carrière
- juillet 2007-juillet 2012 : Avenir sportif de La Marsa (Tunisie)
- juillet 2012-juillet 2013 : Étoile sportive du Sahel (Tunisie)
- juillet 2013-septembre 2017 : Avenir sportif de La Marsa (Tunisie)
- septembre 2017-juillet 2018 : Union sportive de Ben Guerdane (Tunisie)
- depuis juillet 2019 : Avenir sportif de La Marsa (Tunisie)